# Perophora bermudensis
Perophora bermudensis är en sjöpungsart som beskrevs av Berrill 1932. Perophora bermudensis ingår i släktet Perophora och familjen Perophoridae. Inga underarter finns listade i Catalogue of Life.